# Marcel Piteiu
Marcel Adrian Piteiu (n. 5 aprilie 1954, Mediaș – d. 27 septembrie 2015, București) a fost un politician român, fost membru al Parlamentului României ales pe listele PD, care a devenit ulterior PD-L. Deputatul Marcel Adrian Piteiu a fost validat ca deputat pe data de 19 decembrie 2007 când l-a înlocuit pe deputatul Florin Nicolae Muntean.